# Carnet d'adresses social mobile
Un carnet d'adresses social mobile est un répertoire téléphonique sur un appareil mobile qui permet aux abonnés de créer et de développer leurs réseaux sociaux. Le carnet d'adresses social mobile transforme le répertoire téléphonique de n'importe quel téléphone mobile standard en une plate-forme de réseau social qui facilite l'échange de coordonnées entre les abonnés. Le carnet d'adresses social mobile est la convergence de la gestion des informations personnelles (PIM) et du réseau social sur un appareil mobile. Alors que les répertoires mobiles standard obligent les utilisateurs à saisir manuellement les contacts, les répertoires sociaux mobiles automatisent ce processus en permettant aux abonnés d'échanger des informations de contact à la suite d'un appel ou d'un SMS. Les carnets d'adresses sociaux mobiles fournissent également des mises à jour dynamiques des contacts si leur numéro change au fil du temps. 

## Histoire
Le premier carnet d'adresses social mobile est apparu en 2007 grâce à une société appelée IQzone Inc. fondée par John Kuolt. Il s'agissait de la première société à intégrer des sites de réseaux sociaux tels que Facebook, Myspace, Linked in et à les intégrer au carnet d'adresses (PIM) d'un appareil mobile. Les carnets d'adresses sociaux mobiles ont cherché à apporter la connectivité des réseaux sociaux à l'expérience instantanée du téléphone mobile. Les utilisateurs peuvent facilement échanger des informations de contact, quels que soient leur appareil, leur opérateur mobile ou l'application de réseau social qu'ils utilisent.
Voici quelques exemples d'entreprises émergentes qui fournissent une technologie permettant de prendre en charge les carnets d'adresses sociaux mobiles : PicDial (en) (qui augmente dynamiquement le carnet d'adresses existant avec des photos et des statuts de Facebook, MySpace et Twitter, s'intègre à l'écran d'appel de sorte qu'à chaque appel, vous voyez la dernière photo et le statut de la personne qui appelle. Il s'agit d'un carnet d'adresses en réseau, de sorte que tout peut être géré à partir de Windows ou de Mac, et enfin, vous pouvez également définir votre propre photo et statut d'identification de l'appelant pour que vos amis puissent les voir lorsque vous les appelez). FusionOne (dont les solutions de sauvegarde et de synchronisation permettent aux utilisateurs de transférer et de mettre à jour facilement le contenu mobile, y compris les informations de contact, entre différents appareils) ; Loopt (en) (dont le service Loopt fournit une boussole sociale alertant les utilisateurs lorsque des amis sont proches) ; OnePIN (dont le service d'échange de contacts de personne à personne CallerXchange permet aux utilisateurs de partager des informations de contact en un clic sur le téléphone mobile) ; et VoxMobili (dont les solutions de sauvegarde du téléphone et de carnet d'adresses synchronisé permettent aux utilisateurs de sauvegarder et de synchroniser leurs informations de contact entre différents appareils).
En 2007, le protocole de communication Rich Communication Services a été créé. RCS combine différents services définis par le 3GPP et l'Open Mobile Alliance (OMA) avec un répertoire téléphonique amélioré ayant de larges implications pour le carnet d'adresses social mobile. Dans un article du magazine Wired de février 2017, RCS a été cité comme « ...infecté par la bureaucratie, la complexité et la non-pertinence », par l'analyste de l'industrie Dean Bubley en 2015, qualifiant RCS de zombie : mort, mais en quelque sorte toujours en train de se promener. Le même actif poursuit : « Google voit les choses différemment. Pour l'entreprise qui dispose apparemment de milliers de plateformes de messagerie, chacune avec des fonctionnalités différentes et des publics différents, RCS présente une opportunité ». 